# 渐台二
渐台二（β Lyr / 天琴座β）是在天琴座的一個双星系統，距離地球大約882光年。根據依巴谷任務(Hipparcos)期間獲得的視差測量結果，它距太陽約960光年（290秒差距）。雖然它在肉眼看來只是一個光點，但實際上它由六個視星等為 14.3 或更亮的分量組成。 最亮的部分被稱為天琴座貝塔 A，它本身就是一個三合星系統，由一對食雙星 (Aa) 和一顆單星 (Ab) 組成。 該雙星對的兩個組成部分被指定為天琴座貝塔 Aa1 和 Aa2。 另外的五個組成部分，稱為天琴座貝塔 B、C、D、E 和 F，目前被認為是單星。

## 命名法
天琴座β（拉丁語名称為Beta Lyrae）是該系統的拜耳名稱，由約翰·拜耳在1603年的《測天圖》（德語：Uranometria）測量中確定，表示它是天琴座中第二亮的恆星。 WDS J18501+3322 是華盛頓雙星目錄(WDS)中的一個名稱。 成分名稱為 Beta Lyrae A、B 和 C，或者 WDS J18501+3322A、B 和 C，另外還有 WDS J18501+3322D、E 和 F，以及 A 成分的名稱 - Beta Lyrae Aa、Aa1、Aa2 和 Ab - 源自華盛頓多重星表 (WMC) 用於多恆星系統的慣例，並被國際天文學聯合會 (IAU) 採用。
天琴座貝塔的傳統名稱為 Sheliak（有時為 Shelyak 或 Shiliak），源自阿拉伯語الشلياق Sheliak或 Al Shilyāk，意思是"烏龜"或"豎琴"。2016年，國際天文學聯合會組織了恆星名稱工作組（WGSN），對恆星的專有名稱進行編目和標準化。WGSN 決定為單個恆星而不是整個多個系統賦予專有名稱。它於 2016 年 8 月 21 日批准了天琴座β Aa1 組件的名稱 Sheliak，現已包含在 IAU 批准的恆星名稱列表中。

## 特性

動畫顯示聯星在軌道上運行時，光度曲線是如何變化的。

天琴座β中，A、B星是由藍白色（B7II）主星和深埋在气体中的蓝色（B0.5V）伴星組成的一對半分离双星系統。天琴座β是這一類食變星的原型，系統內的成員很接近，因而相互間的萬有引力足以將對方光球層的物质拉出來，因此恆星已經變形成為橢球的形狀，并发生质量转移。A星初始质量很大，因此很快膨胀到了巨星阶段，它的物质源源不断流向B星，使得原本较轻的B星变成双星中较重的一颗，并且减慢了B星的演化，使得B尚在主序星阶段。现今A星已经损失了初始质量的75%以上，目前质量略小于太阳的3倍，B星深埋在A抛出的大量气体尘埃之中，显得非常昏暗。但是B目前的质量已经达到了太阳的13-15倍之大。天琴座β的視星等以12.9075天的週期在+3.4等至+4.6等之間變化，A、B星因為太接近而無法光學望遠鏡解析出來，它们是光譜聯星。
這個系統的视线方向还有好几颗恒星。其中一对光学双星（在同一视线方向，但实际距离很远，没有物理上的关系）距離A/B星系统45.7"，光譜為B7V，視星等+7.2，可以輕鬆的用雙筒望遠鏡看見；它们的亮度約為太陽的80倍，也是光譜雙星，週期4.34天。另外还有一顆较远的恆星——天琴座βF，角距離86"，視星等+9.9，光度是太陽的7倍。

## 外部連結
- Prof. Kaler, Jim. . （原始内容存档于2008-04-30）.
- .   [2008-04-28]. （原始内容存档于2012-02-04）.
- . Alcyone ephemeris.   [2008-04-28]. （原始内容存档于2007-09-27）.
- http://www.alcyone.de/cgi-bin/search.pl?object=HR7106 （页面存档备份，存于）